# داي ديفيز (لاعب كرة قدم)
داي ديفيز (بالإنجليزية: Dai Davies)‏ (1 أبريل 1948 في المملكة المتحدة - 10 فبراير 2021) هو لاعب كرة قدم بريطاني في مركز حراسة المرمى. شارك مع منتخب ويلز لكرة القدم. أما مع النوادي، فقد لعب مع سوانزي سيتي ونادي إيفرتون ونادي بانغور سيتي ونادي ترانمير روفرز لكرة القدم ونادي ريكسهام.

## وصلات خارجية
- داي دَيفيز على موقع قاعدة بيانات كرة القدم.إي يو (الإنجليزية)
- داي دَيفيز على موقع ناشيونال فوتبول تيمز (الإنجليزية)
- داي دَيفيز على موقع عالم كرة القدم.نت (الإنجليزية)